# Fleet Hargate
Fleet Hargate is een plaats en civil parish in het bestuurlijke gebied South Holland, in het Engelse graafschap Lincolnshire met 3.936 inwoners.